# Manuel Bonilla Valle
Manuel Bonilla Valle fue un maestro, deportista y político mexicano. En la década de los cuarenta arribó a Manzanillo, Colima luego de haber egresado de la Escuela Nacional de Educación Fìsica. Bonilla Valle trajo al puerto manzanillense nuevas técnicas de enseñanza en el baloncesto así como la creación de equipos y clubes de carácter local. De igual forma se desempeñó como maestro de matemáticas y álgebra. Desempeñó el cargo de presidente municipal de Manzanillo de manera interina en 1961. Ocupó la rectoría de rentas del estado de Colima durante los últimos años de su vida. Falleció en la década de los ochenta. El auditorio municipal, mismo que alberga un equipo de basketball y diferentes tipos de eventos lleva en honor su nombre. Recibió la Medalla "Ignacio Manuel Altamirano" por cincuenta años de docencia de manos del presidente Miguel de la Madrid. Murió en octubre de 1992. 